# سیارک ۱۷۵۶
سیارک ۱۷۵۶ (به انگلیسی: 1756 Giacobini، نامگذاری:1937YA) هزار و هفتصد و پنجاه و ششمین سیارک کشف شده‌است که در ۲۴ دسامبر ۱۹۳۷ و در نیس کشف شد.
قدر مطلق سیارک برابر ۱۲٫۲۰ است.